# (827) Wolfiana
(827) Wolfiana est un astéroïde de la ceinture principale.

## Caractéristiques
Il a été découvert le 29 août 1916 par Johann Palisa à Vienne. Sa désignation provisoire était 1916 ZW.
Le nom fait référence à Max Wolf.